# Ormsta station
Ormsta station är en station på Roslagsbanan i kommundelen Ormsta i Vallentuna kommun. Ormsta är en mötesstation med två spår och en mittplattform. Plattformen nås endast från norra änden, via en plattformsövergång intill Ormstavägen. Norr om Ormstavägen finns ett vändspår. Stationen öppnade 1957. Antalet påstigande var under en genomsnittlig vintervardag 2022 cirka 700.
Ormsta är en slutstation för linje 27 från Stockholm Östra på vissa avgångar.